# Wagnertuba
Die Wagnertuba (auch Wagnertube,Horntuba, Ringtuba oder Rheingoldtuba) ist ein Blechblasinstrument.
Die Wagnertuba zählt zur Familie der Waldhörner. Das Instrument wird mit einem Waldhorn-Mundstück geblasen und hat in der Regel vier Ventile, drei Spielventile und ein Quartventil. Die Bauform ist spiegelbildlich dem Tenorhorn, allerdings sind die Tuben-Mundrohre konisch, nicht zylindrisch wie bei Tenorhörnern. Die Stimmung ist wie bei Waldhörnern in B oder F, bei Doppeltuben B und F. Der Klang liegt etwa zwischen Waldhorn und Tenorposaune, doch erreicht das nach oben ausgerichtete Schallstück eine bessere Schallausbreitung im Raum als das Horn. Üblicherweise ist das Schallstück wie bei Waldhörnern nach rechts (siehe Abbildung) gerichtet; Instrumente von Christopher Cornford sind allerdings wie Tubas mit einem nach oben geraden Schallstück ausgestattet, solche von Engelbert Schmid besitzen nach links gerichtete Schallstücke.
Wagnertuben werden von Hornisten geblasen und mit der linken Hand gegriffen. Sie treten in der Regel im Satz auf, d. h. je zwei Tenortuben in B (Tonumfang B–f²) und zwei Basstuben in F (Tonumfang F–a1). Die B-Instrumente haben eine Rohrlänge von etwa 290 cm, die Röhre der in F gestimmten ist ca. 380 cm lang.
Richard Wagner ließ sie sich für den Ring des Nibelungen um 1870 bauen. Wagnertuben werden u. a. von Anton Bruckner (in der 7. Sinfonie im 2. und 4. Satz, in der 8. Sinfonie im 1., 3. und 4. Satz sowie in der 9. Sinfonie im 3. Satz) eingesetzt. In der 8. und 9. Sinfonie sind stets entweder acht Hörner oder vier Hörner und vier Wagnertuben besetzt. Auch im Ring des Nibelungen wechseln die Hornisten 5–8 zwischen Waldhörnern und Wagnertuben. Des Weiteren werden sie von Richard Strauss (z. B. in den Opern Elektra und Die Frau ohne Schatten oder in der sinfonischen Dichtung Eine Alpensinfonie) eingesetzt. Igor Strawinsky verwendet sie in Le sacre du printemps (zwei B-Tuben) und in der ersten Fassung (1911) des Balletts Der Feuervogel.
Ein Solowerk für Wagnertuba ist eine Burleske des deutschen Komponisten Johannes X. Schachtner mit dem Titel Jägarna på Karinhall (Die Jäger auf Karinhall) – angelehnt an den gleichnamigen Titel des 1972 erschienenen Buches des schwedischen Autors Carl-Henning Wijkmark.
Seltener findet man die Wagnertuben heutzutage noch in Werken der Filmmusik. Ein Beispiel ist die Überarbeitung der Universal-Fanfare von Brian Tyler.